# Серча
Серча (пол. Siercza) — село в Польщі, у гміні Величка Велицького повіту Малопольського воєводства.
Населення — 1431 особа (2011).

## Демографія
Демографічна структура станом на 31 березня 2011 року:
|          | Загалом | Допрацездатний вік | Працездатний вік | Постпрацездатний вік |
| -------- | ------- | ------------------ | ---------------- | -------------------- |
| Чоловіки | 690     | 146                | 477              | 67                   |
| Жінки    | 741     | 153                | 424              | 164                  |
| Разом    | 1431    | 299                | 901              | 231                  |